# Deutsches Spielearchiv Nürnberg

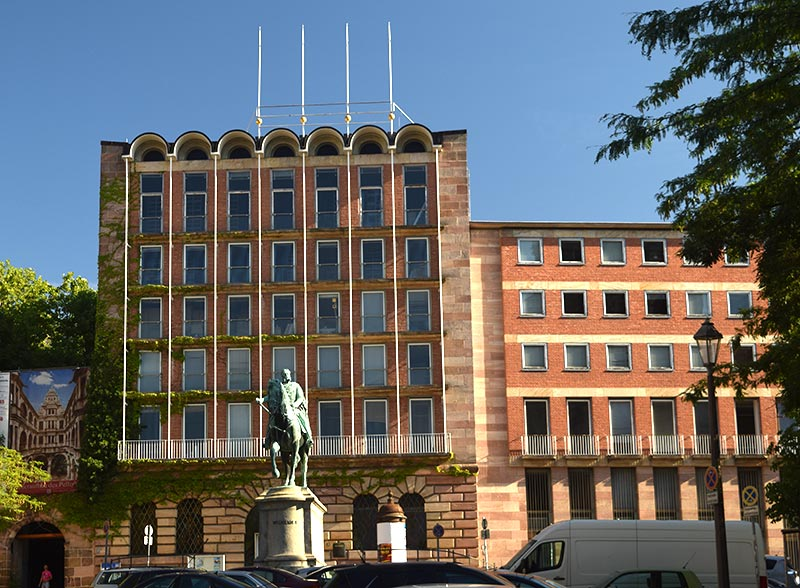
Außenansicht des Pellerhauses, seit 2011 Sitz des Deutschen Spielearchivs Nürnberg

Das Deutsche Spielearchiv Nürnberg ist eine Einrichtung der Museen der Stadt Nürnberg. Die Sammlung umfasst über 40.000 Gesellschaftsspiele. Der Schwerpunkt der Sammlungstätigkeit liegt auf den Brett- und Tischspielen des deutschsprachigen Raumes nach 1945. Das Archiv sieht sich auch als wissenschaftliches Forschungsinstitut, das die Entwicklung der Brett- und Tischspiele im gesamten deutschsprachigen Raum seit 1945 dokumentiert und auswertet, sowie als Förderer des Kulturguts Spiel in der Gesellschaft.

## Geschichte

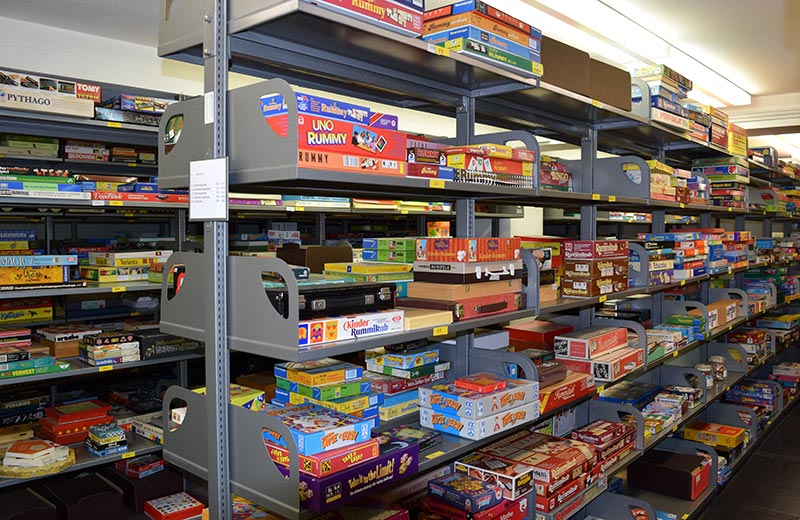
Einer der Archivräume des Deutschen Spielearchivs Nürnberg

Das Deutsche Spielearchiv wurde am 25. Juni 1985 von Bernward Thole, einem Sammler und Spielekritiker, in Marburg gegründet. Auf der Basis seines Privatbestandes von 5000 Spielen begann die Sammlungs- und Archivierungsarbeit von Brett-, Tisch- und ähnlichen Spielen nach 1945. Den institutionellen Rahmen stellten zunächst der Trägerverein Deutsches Spielearchiv e. V. und der Verein Spiel des Jahres e. V. Als innovative Einrichtung wurde das Archiv im Jahr 2006 in die Initiative Deutschland – Land der Ideen aufgenommen.
Die Räumlichkeiten in der Marburger Oberstadt beherbergten eine der größten Archiv-Sammlungen zeitgenössischer Brett-, Karten- und Computerspiele sowie eine umfangreiche Fachbibliothek. Es handelte sich um über 30.000 Spiele in mehr als einem Kilometer Regalen. Darüber hinaus standen allen Benutzern die Katalogsammlung der Spieleverlage sowie die Materialsammlungen Rezensionsarchiv, Verlagsarchiv, Autorenarchiv, Veranstaltungsarchiv und Realarchiv zur Verfügung.
Bis zum Jahr 2007 fungierte das Archiv als Geschäftsstelle des Vereins Spiel des Jahres e. V. Als diese Zusammenarbeit sich auflöste, zeigte sich, dass das Archiv nicht auf Dauer privat getragen werden konnte. Die Stadt Nürnberg bekundete wegen der Verbindung der Stadt zur Spieleindustrie Interesse, das Archiv zu übernehmen. Am 15. Mai 2009 beauftragte der Kulturrat die Museen der Stadt Nürnberg mit dem Ankauf und der Fortführung des Deutschen Spielearchivs Marburg. Realisiert wurde der Umzug schließlich im April 2010, nachdem die Spielwarenmesse eG, die Zukunftsstiftung der Sparkasse Nürnberg sowie der Verein Spiel des Jahres e. V. als Sponsoren gewonnen werden konnten.
Die Archivbestände lagerten zuerst in einem Museumsdepot, bis schließlich geeignete Räumlichkeiten im Nürnberger Pellerhaus, dem Gebäude der ehemaligen Stadtbibliothek, gefunden wurden. 2011 bezog das Archiv Bibliotheks- und Büroräume, im Jahr 2013 zogen auch die Archivbestände aus dem Museumsdepot an den neuen Standort. Neben den Verwaltungs-, Bibliotheks- und Archivräumen steht dem Archiv der 200 m² große ehemalige Lesesaal der Stadtbibliothek als Spielesaal für Veranstaltungen zur Verfügung.

## Sammlung und Bibliothek

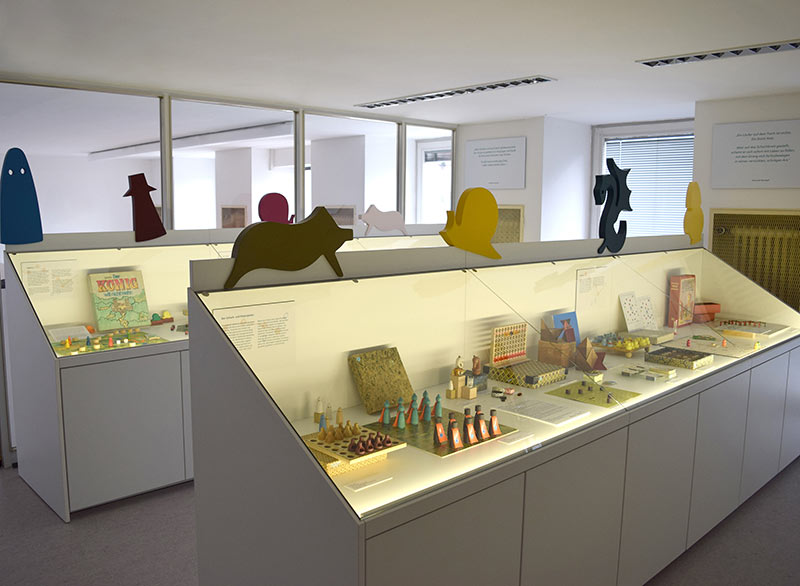
Das Alexander-Randolph-Schaudepot in der 3. Etage des Pellerhauses

Die Sammlung umfasst etwa 30.000 Tisch- und Brettspiele. Sie dokumentiert die seit Ende der 1940er Jahre erschienenen Spiele fast vollständig. Jährlich werden etwa 700 Neuerscheinungen in die Datenbanken aufgenommen, von denen ca. 300 bis 400 in den Fundus gelangen.
Alle Spiele sind nach einer eigens entwickelten, thematischen Klassifikation geordnet, die sich in der Datenbank und in den Regalen wiederfindet. Der Sammlungsschwerpunkt liegt auf Brett- und Tischspielen. Des Weiteren werden Kartenspiele, Spielkarten, Würfel und andere Zufallsgeneratoren sowie Großspiele gesammelt und dokumentiert. Das Spielearchiv bewahrt auch Nachlässe von bekannten Spieleautoren wie Alexander Randolph und Peter Pallat auf. Der Nachlass von Alexander Randolph mit zahlreichen Spiele-Prototypen ist in einem Schaudepot ausgestellt und kann auf Anfrage besichtigt werden. Außerdem beherbergt das Spielearchiv das Spear's Games Archive, das der Urenkel von Francis Spear, Firmengründer von J. W. Spear & Söhne, und seine Frau Hazel 2017 als Geschenk an die Stadt Nürnberg übergaben. Das Schaudepot kann vor Ort auf Anfrage besichtigt werden.
An das Spielearchiv Nürnberg schließt sich ein Informationspool an, welcher aus einer Fachbibliothek von etwa 7.000 Bänden, mehreren Fachzeitschriften, einer Katalogsammlung sowie Zettelarchiven zu Verlagen, Autoren, Rezensionen, Veranstaltungen und Schlagworten zum Thema Spiel besteht. Wichtigstes Informationsmedium des Archivs ist die umfangreiche Datenbank, das Spieleregister, wo alle Spiele der letzten Jahrzehnte verzeichnet und klassifiziert sind. Mit gezielten Suchparametern lassen sich thematische Spielelisten erstellen, einzelne Spiele leicht identifizieren und im Regal finden.

## Aufgaben und Perspektive

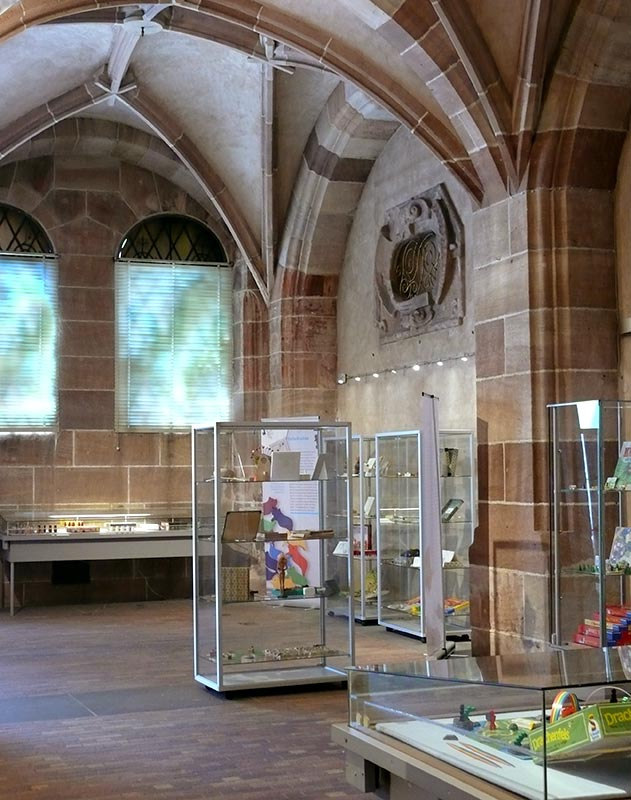
Einige Stücke aus der Sammlung des Deutschen Spielearchivs Nürnberg im Foyer des Pellerhauses

Das Deutsche Spielearchiv Nürnberg ist eine wichtige Institution der Spielbewegung der 1970er Jahre. Der überraschende Boom an Gesellschaftsspielen dieser Zeit kurbelte nicht nur die Spieleproduktion an, sondern sorgte auch für eine tiefgreifende Ausdifferenzierung.
Das Spielearchiv hat die archivalischen Kernaufgaben des Sammelns, Ordnens und Bewahrens inne. Darüber hinaus entwickelt es sich zu einer nationalen Anlaufstelle für alle Fragen zum Thema Spiel und bietet zahlreiche Dienstleistungen für das Fachpublikum, die Medien und die interessierte Öffentlichkeit an. Ein besonderes Angebot des Archivs ist das Autorendepot: Spieleautoren können ihre Spielideen verschlossen hinterlegen lassen, um bei eventuellen Rechtsstreitigkeiten eine Sicherheit zu haben.
Mit einer Fülle von Spieleaktivitäten, Veranstaltungen und pädagogischen Angeboten soll das Archiv zukünftig eine breite Öffentlichkeitswirksamkeit entfalten und sich letztlich von einem Archiv zu einem aktiven Spielezentrum entwickeln. Regelmäßig werden im Pellerhaus in Kooperation mit dem Ali Baba Spieleclub e. V. Spielenachmittage angeboten. Mit jährlichen Spiele-Veranstaltungen wie Frisch auf den Tisch im Juli und Stadt-Land-Spielt im September fördert das Archiv gezielt das Gesellschaftsspiel als Kulturgut und spricht verschiedenste Zielgruppen an.
Für Kindergärten, Schulklassen und Horte bietet das Deutsche Spielearchiv zukünftig als außerschulischer Lernort verschiedene pädagogische Aktivitäten und Workshops an.
Die Räumlichkeiten des Archivs, die Archivbestände sowie das Alexander-Randolph-Schaudepot sind nach Voranmeldung im Rahmen einer Führung zugänglich. Die umfangreiche Fachbibliothek kann nach Absprache von interessierten Besuchern genutzt werden.
Im Foyer des Pellerhauses stellt das Archiv in wechselnden öffentlich zugänglichen Ausstellungen seine Arbeit und besondere Stücke seiner Sammlung vor.